# 584
584 (DLXXXIV) je bilo prestopno leto, ki se je po julijanskem koledarju začelo na soboto.

## Dogodki
- Začetek obrsko-slovanske plemenske zveze med Črnim morjem in vzhodnimi Alpami.

## Rojstva
- Klotar II.,  kralj Frankov († 629)

## Smrti
- Hilperik I., frankovski kralj Nevstrije (* okoli 539)